# جنگل‌های مرطوب حاره‌ای توآموتو
جنگل‌های مرطوب حاره‌ای توآموتو (انگلیسی: Tuamotu tropical moist forests) بوم‌ناحیه‌ای از نوع جنگل‌های پهن‌برگ مرطوب حاره‌ای و جنب‌حاره‌ای در مجمع‌الجزایر توآموتو در پلی‌نزی فرانسه و جزایر پیت‌کرن است.

## جغرافیا
بوم‌ناحیه جنگل‌های مرطوب حاره‌ای توآموتو شامل ۷۶ آب‌سنگ حلقوی و جزیره در مجمع‌الجزایر توآموتو و جزایر گامبیر است که ۱۸۰۰ کیلومتر از شمال غربی به جنوب شرقی در پلی‌نزی فرانسه و جزایر پیت‌کرن امتداد دارند. چهار جزیره در ۱۰۰۰ کیلومتری جنوب شرقی بخشی از سرزمین‌های فرادریایی بریتانیا هستند. این جزایر از ۱۳ درجه تا ۲۵ درجه عرض جغرافیایی جنوبی و از ۱۲۴ درجه تا ۱۴۹ درجه طول جغرافیایی غربی امتداد دارند.

## اقلیم
آب و هوا از حاره‌ای در شمال توآموتو با میانگین دمای سالانه ۲۷ درجه سانتیگراد تا جنب‌حاره‌ای با میانگین دمای سالانه ۲۳ درجه سانتیگراد در جزایر پیت‌کرن متغیر است. میانگین بارندگی سالانه به‌طور کلی بین ۱۵۰۰ تا ۲۰۰۰ میلی‌متر است. مقدار بارندگی در دامنه‌های شرقی بادگیر جزایر مرتفع بیشتر از بادهای تجارتی شرقی است.